# David Anspaugh
David Anspaugh (Decatur, Indiana, Estats Units, 24 de setembre de 1946) és un director de cinema i televisió estatunidenc.

## Biografia
Anspaugh va estudiar a la Universitat d'Indiana i a l'Escola USC d'Arts Cinematogràfiques, després de l'institut a Colorado. La seva feina com a productor associat a la televisió comença produint i dirigint Hill Street Blues , per la qual va guanyar dos premis Emmy. Va seguir amb St. Elsewhere i Miami Vice i Deadly Care abans de fer el seu debut al cinema amb Hoosiers.
Altres crèdits al cinema són Fresh Horses, Rudy, repte a la glòria, Dones sota la lluna, i The Game of Their Lives.
La primavera de 2015 Anspaugh va donar classes a la Universitat d'Indiana sobre direcció de cinema i televisió.
L'abril de 2015 va dirigir una obra pel Bloomington Playwrights Project.
Nascut a Decatur, Indiana, fill de Lawrence (fotògraf local) i Marie Anspaugh, té una germana més petita, Jane. Va estar casat de 1974 a 1988 amb una directora de vendes, Tamara Kramer. Tenen una filla, Vanessa. Anspaugh es va casar amb l'actriu Roma Downey el 24 de novembre de 1995. La parella va tenir una filla, Reilly Marie, el 3 de juny de 1996. El 1997, Anspaugh va tenir una depressió, va ser tractat en una clínica de rehabilitació, que va portar a la ruptura del seu matrimoni. Downey va iniciar el divorci el març de 1998, finalitzat més tard el mateix any. Després de viure a Califòrnia tres dècades, el juny de 2014 Anspaugh va tornar a Bloomington, Indiana.

## Filmografia
- 1983: The Last Leaf
- 1986: Més que ídols
- 1988: Fresh Horses
- 1993: Rudy, repte a la glòria (Rudy)
- 1995: Dones sota la lluna (Moonlight and Valentino)
- 2002: Atrapades per la màfia (WiseGirls)
- 2005: The Game of Their Lives